# Llista de personatges de la mitologia egípcia
La mitologia egípcia és la pròpia de la religió que es va practicar durant mil·lennis a l'antic Egipte i que va subsistir fins a l'arribada del cristianisme.
Déus i llocs de la mitologia egípcia:
| Índex A B C D E F G H I J K L M N O P Q R S T U V W X Y Z |

## A
- Aaru, Aalu o Iaru era el paradís de l'inframon, on manava Osiris.
- Aker era un déu de la terra i dels morts. És el guardià de la porta de l'inframon (Aaru).
- Akeru són els déus que segueixen Aker, un déu de l'inframon.
- Am-heh era un déu de l'inframon i de la terra.
- Amathaunta és el déu de l'oceà, que no s'ha de confondre amb les aigües primordials. Sembla ser un avantpassat de Possidó
- Ament, Amaunet Amenti o Amentet, era una mare, deessa de la fertilitat i representant del vent del nord.
- Ammon, Amon-Re o Kematef a partir de l'onzena dinastia, prengué una dimensió nacional i s'acabà imposant com a déu dels déus.
- Ammut, Ammit o Ahemait, conegut com    el "devorador dels morts"
- Amset
- Amun
- Andjety, Anezti o Anedjti és un déu de l'inframon adorat particularment a Busiris. En l'art, el van representar duent una corona cònica amb un parell de plomes al cim, tot sovint sostenint un lladre i un fail.
- Anhur o Onuris era un déu de la guerra i la caça, identificat tardanament amb Horus i adorat principalment a Thinis. Estava casat amb Mekhit. En l'art era representat com un home barbut que duia un vestit, un barret amb quatre plomes i sostenia una llança.
- Anouke o Ankt era una deessa de la guerra, identificada més endavant amb Neith. En l'art, la representaven amb un arc i fletxes, una corona corbada i una llança.

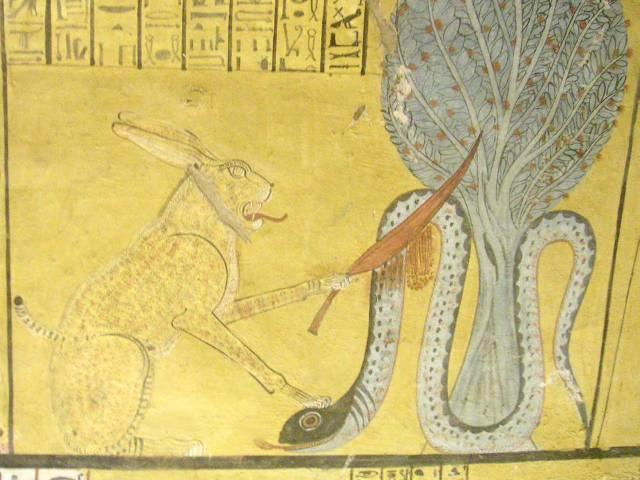
Lluita entre Ra i Apep, a una tomba de Luxor (Egipte).

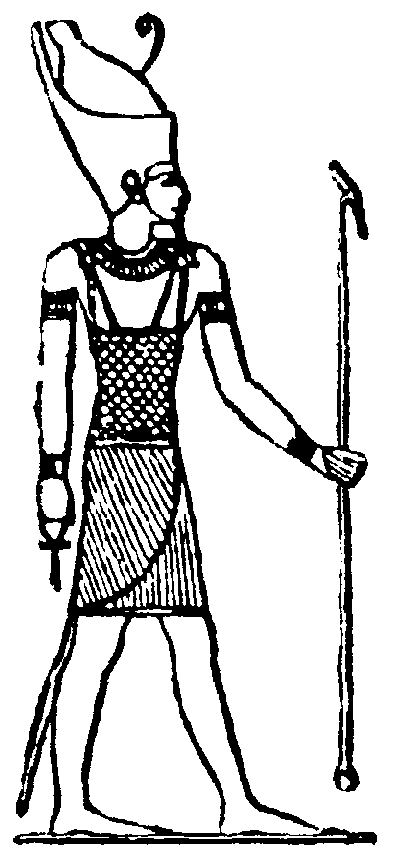
Atum

- Anti era el déu falcó del transbordador d'homes. El seu culte predomina a la regió de Badari, a l'Alt Egipte, del qual es coneixen documents des de la Segona Dinastia.
- Anubis era el déu de la mort i era representat amb la figura d'un home amb el cap de xacal.
- Anuket, Anqet o Anukis (Grec) era la deessa del riu Nil i era adorada a l'illa Elephantine, juntament amb Chnum i Satis. La varen associar amb una gasela.
- Anukis
- Apedemak fou el principal déu de Núbia.
- Apep, Apofis o Apepi és la serp del caos amb la qual lluita cada nit Ra. Si algun dia aconsegueix devorar-lo, el món s'acabarà. Va ser creat de la saliva de la gran mare Neith.[1]
- Apis o Hap era un brau de Memphis. Es personificava damunt la terra amb qualsevol brau negre que tingués un triangle blanc enmig del front. Aquests braus es mataven quan tenien vint-i-cinc anys. El seu culte estava associat amb Ptah, i l'inframon (Duat).
- Arensnufis fou una deïtat de Núbia representada com antropomorfa. Està representat a Massawarat i al temple de Dendur, a la primera cascada del Nil, en companyia de Pateese i Pihor, dos déus locals. Fou company d'Isis. El seu company fou Sebimuker i tots dos tenen estàtues a Massawarat i Mèroe, i a un temple a Files.
- Arensnuphis, Ari-hes-nefer, Arsnuphis o Harensnuphis és un déu lleó company d'Isis.
- Ash o As és el déu falcó del desert (especialment els oasis), identificat amb Seth.
- Astennu és un company de Thoth i a voltes ell mateix.
- Atum és el déu creador segons el mite heliopolità, déu solar, identificat amb diferents déus, assimilat a Ra.
- Aten o Aton és el déu del sol.
- Athor, Het-hert, Het-Heru, Hathor o Hwt-Hert deessa de l'amor, la beguda i les arts sonores.
- Ausaas era la dona d'Harachte.

## B
- Babi era el déu babuí que vivia en els òrgans humans i, juntament amb Ammit, devorava les ànimes en el Duat. Era considerat el mestre del sexe a l'altra vida i era representat amb una erecció, la qual fou utilitzada com a màstil del transbordador a l'inframon.
- Bakha o Buchis era el brau d'Hermonthis. Bakha era l'avatar de Menthu i canviava de color vint-i-quatre cops al dia, un per hora.
- Banebdjetet, Ba Neb Tetet, Banebdedet o Baneb Djedet és el déu boc, marit d'Hatmehit i pare d'Har-pa-khered. El seu culte se centrava a Per-Banebdjedet. Quan Horus i Seth lluitaven pel tron d'Egipte, va recomanar que els déus consultessin Neith, qui aconsellà que el tron es donés a Horus.
- Ba-Pef és un demoníac déu menor.
- Bastet, Bast o Ailuros era una deessa solar benefactora de la fertilitat i protectora de les dones prenyades.
- Bat, Bebti, Bata o Babu és la deessa de la fertilitat i de les vaques, el seu animal sagrat. Estava fortament associada amb Hathor i Nephthys, qui podia haver estat una altra manifestació seva.
- Beb, Babu o Baba era el primogènit d'Osiris, segons el Llibre dels morts. Poca cosa més se'n sap.
- Bennu o fènix és un ocell de foc sagrat.
- Bes o Bisu era un déu nan horriblement lleig que protegia contra els esperits i la mala sort.
- Beset era una deessa que protegia la humanitat de les serps i altres animals, éssers i dimonis malvats, així com de la mala sort.

## C
- Chem, Khem o Ham era el déu de la fertilitat i el patró de la civilització egípcia. Era representat portant robes de dona.
- Chensit era la deessa protectora del Baix Egipte.
- Chenti-cheti era un déu cocodril, encara que més tard va passar a ser un déu falcó.
- Cherti o Kherty ("el de baix") era el transbordador dels morts i un déu boc de l'inframon (Duat). El seu culte se centrava a Letopolis.
- Chnum era el déu del delta del riu Nil i el creador de la canalla humana a partir de peces de terrissa en els ventres de les mares.
- Chos, Khons, Khensu o Khonsu era una deïtat lunar, fill d'Amun i Mut. En l'art, se'l representava com a home amb la postura d'una mòmia i barba curvilínia, juntament amb una lluna plena i una lluna creixent a la vestimenta del cap.
- Chontamenti, Khentamenti o Khentimentiu era un déu de l'inframon (Duat) representat amb un cap de gos i banyes, o ocasionalment simplement com un gos.

## D
- Dedun o Dedwen era un déu lleó del blat i la prosperitat.
- Djebauti o Zebauti és un déu de la fertilitat.
- Dua era el déu del sanejament i la sanitat pública.
- Duamutef o Tuamutef era un dels quatre fills d'Horus, déu funerari protector de l'estómac i dels cossos momificats guardats en una gerra (vas canopi). Estava associat amb el xacal.
- Duat, Amenthes o Akert és l'inframon, on el sol viatja de l'oest a l'est durant la nit, i on les ànimes (Ka) del morts eren jutjades per Osiris i Thoth utilitzant la Ploma de la veritat. Les ànimes massa pesades pels seus pecats eren menjades per Ammit i Babi. Les més lleugeres eren enviades a l'Aaru, el paradís.

## E
- L'Ennèada eren els nou déus més importants. Eren Atum, Isis, Neftis, Nut, Osiris, Seb, Seth, Xu i Tefenet.[2]

## G
- Geb, Seb o Keb és el déu de la Terra, fill de Tefnut i Shu, germà de Nut, de qui és marit i amb qui va engendrar Isis, Osiris, Horus, Seth, Haroheris i Nephthys. Amb Renenutet era el pare de Nehebkau. Va engarjolar les ànimes mortes d'homes i dones malvats, i els va prohibir l'entrada al paradís. Estava associat a l'oca i als colors negre i verd. Cal remarcar el fet inusual que en aquesta mitologia la Terra sigui un déu en lloc d'una deessa.

## H
- Hapi era un dels fills d'Horus representat en la literatura funerària protegint el tro de Wesir a l'inframon. Hapi es representa com un humà momificat amb cap de babuí en els mobles funeraris i en les gerres on es guardaven les restres dels difunts. Filòsofs hermètics tardans relacionarien Hapi amb l'element de l'aire.
- Hapy era una deïtat solar i la simbolització de la crescuda anual del riu Nil
- Harachte ("Horus de l'horitzó"), Harakhti o Re-Harakhti era el déu del sol naixent, una manifestació d'Horus i més endavant de  Ra. Es va casar amb Ausaas.
- Hatmehit o Hatmehyt era una deessa peix esposa de Banebdjetet i mare d'Har-pa-khered. El centre del seu culte era Per-Banebdjedet.
- Hauhet era un dels Ogdoad. Juntament amb la seva muller, Huh, era la personificació de l'espai i l'infinit.
- Hedetet del destí.
- Heryshaf era un vell déu boc el culte del qual estava centrat a Heracleòpolis (actualment: Ehnas). Estava identificat amb Ra i Osiris en la mitologia egípcia i a Heracles en la grega on fou anomenat Harsaphes.
- Hesat era una deessa vaca mare de l'Anubis. Per això la llet s'anomenava la "cervesa de Hesat".
- Hetepet és un déu local.
- Hez-ur era un déu babuí.
- Hike o Heka era el déu de la màgia i el fill de Menhit amb Atum o Chnum. Era el déu patró dels doctors.
- Horus, Behedti, Chenti-irti, Ba, Harendotes, Harmachis, Har-mau, Harmerti, Har-nedj-itef, Haroeris, *Har-pa-Khered, Harpocrates, Har-pa-khered, Harsomtus, Her-akhety, Heru-sa-Aset, Har-sa-iset, Harsiesis, Har-wer, Horakhety,Heru-ur, Hor-Hekenu, Har-em-akhet, Hr, Hrw, Khenty-irty, Mekhenty-er-irty
- Hu era el déu de la paraula que va fer servir Ra per crear el món (també era el mot en si). Ell i Sia, foren creats d'una gota de sang del penis de Ra. Tots dos representen la ment i la saviesa de Ra.
- Huh o Heh era un dels Ogdoad. Amb la seva dona, Hauhet era la personificació de l'espai i l'infinit.

## I
- Ihy, Ihu o Ehi Ihy era un déu d'Hathor, adorat a Dendera. Era un déu de la dansa de la música. Ihy era el déu del sistrum, un tipus de sonall sagrat.
- Imiut era un déu de l'inframon.
- Immutef, Iunmutef, Inmutef era un déu que sostenia el cel.

- Imset, Amset, Mesti o Mesta era un dels quatre fills d'Horus i una divinitat funerària, un dels quatre germans que estaven associats amb els vasos canòpics (específicament: aquell que contenia el fetge). A diferència dels seus germans, Imset no estava associat amb cap animal i sempre es representava com a humà. Fins a l'Imperi Mitjà apareix representat amb forma femenina.
- Ipet era una deessa hipopòtam del part i patró de Luxor. Estava casada amb Ammon.

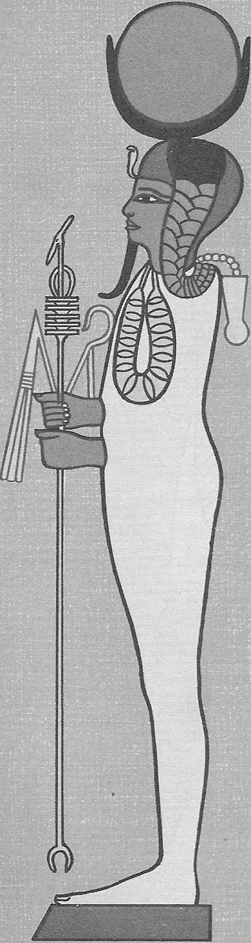
Joh

- Isdes és un dels jutges de la mort en el Duat.
- Isis era la deessa de la maternitat i la fertilitat.
- Isten o Astennu era un déu menor associat a Thoth. Vivia al costat del llac del judici final i supervisava part del procés.

## J
- Jetj-amentiu és una divinitat egípcia, representat per una espècie de gos, possible antecessor d'Osiris.
- Joh, Jah o Iah era una deïtat lunar, de vegades identificat amb el déu dels morts Osiris. De fet, el seu nom (en la variant sense aspiració) forma part de molts topònims amb el significat "de lluna". Amb el pas del temps va quedar subsumís en altres déus, com Thoth.
- Juesaes era una deessa també anomenada Iusas o Jusas.
- Junit era una deessa menor.

## K
- Ka era una de les cinc parts de l'ànima humana juntament amb el Ba, l'Akh el nom i l'ombra.
- Kebechet era una important deessa serp funerària que supervisava la purificació a través de l'aigua.
- Kebechsenef, Kebehsenuf, Qebshenuf o Qebehsenuf era un déu funerari, associat amb falcons i els vasos canopis (específicament: el vas que contenia les vísceres de la part més baixa del cos). Era fill d'Horus.
- Kemwer era un déu del cel representat per un brau negre.
- Khepri, Kheper, Khepera o Chepri era un déu escabarat.
- Kis era el déu patró de Kusae, variant local d'Hathor
- Kuk o Kauket era un antic déu de l'Ogdoad, emparellat amb la seva muller, Kauket. Tots dos representaven l'original, caos de primordial fora del qual es formà l'univers sencer. També ajudaren a crear la llum.

## M
- Maahes Mihos, Miysis o Mahes era un déu lleó possiblement d'origen estranger. El seu culte estava centrat a Leontopolis i Bubastis. Era fill de Bastet i Ptah. Castigava els mentiders.
- Maat o Maāt era la deessa de la veritat, la justícia i l'ordre.
- Mafdet era una deessa pantera destructora d'escorpins, serps i altres criatures verinoses. Estava associada amb els gats i les mangostes (ambdues espècies es caracteritzen per matar serps) i era coneguda com a protectora dels efectes de la picada de serp. Era representada com una dona amb el cap de Lleopard, Linx, o Pantera o com una dona vestida amb una pell de gat. Els cabells trenats de Mafdet a vegades acaben en cues d'escorpins, presumiblement mostrant la seva dominació sobre els verins. El seu culte es va acabant substituint pel de Bast.
- Mehen és el déu serp que defèn a Ra quan passa cada nit per l'inframon. Junt amb Set lluitava contra el mostre Apep.
- Mehturt, Mehurt, Mehet-Weret o Mehet-uret ("gran inundació") era una deessa del cel, representada com una vaca. Era la deessa de la part del cel on existia el sol, els llocs per on Ra es desplaçava a través del cel. Era també la personificació de les aigües i/o túmul d'on sorgí Ra al començament de temps.
- Mendes era un déu de la natura.
- Menhit o Menchit ("aquella que massacra") era una deessa lleona de la guerra. Estava cada amb Chnum, amb qui era la mare d'Hike.
- Menthu, Mont o Mentu era un déu falcó de la guerra.
- Meret o Mert era una deessa del cant, el ball, el joc i l'esbargiment.
- Meretseger o Mertseger ("aquella que estima el silenci") era una deessa cobra, la personificació de la muntanya que sobresortia al costat de la Vall dels Reis on es localitzen les tombes dels faraons. Escopia verí a qualsevol que intentés robar o fer malbé les tombes

reials. També era la patrona de diversos treballadors que es feien les seves tombes i castigava als treballadors que cometien crims.
- Mesenet, Meskhenet, Meskhent o Meshkent era una deessa dels parts i del destí, així com la creadora del Ka dels infants.
- Min un aspecte del déu Amon, era de les deïtats egípcies més antigues.
- Mnewer o Mnevis era un brau negre a Heliopolis, venerat com a símbol de la fertilitat i com a oracle. Era considerat un avatar, de Ra.
- Mut (Mare) era la deessa patrona de Tebes i estava associada amb els rapinyaires. Amb Amun era la mare de Chons.

## N

Nefertem

- Naunet era la deessa de l'abisme primordial, aquós de l'inframon i un dels de l'Ogdoad. Estava casada amb Nu.
- Nechmetawaj era una deessa que també era coneguda com a Nehmet-awai.
- Neferhor era un déu també conegut com a Nephoros o Nopheros.
- Nefertem, Nefertum, Nefer-Tem o Nefer-Temu és el déu de la planta de lotus i una divinitat solar associada amb l'alba. És fill de Ptah amb Sekhmet o bé Bastet. En l'art sovint era representat amb flors de lotus al voltant del cap que alguns cops és de lleó. En algunes llegendes, sorgí d'una flor de lotus.
- Nehebkau, Nehebu-Kau o Neheb-Ka ("el que aprofita les ànimes") era el déu serp que vigilava l'entrada al Duat, l'inframon. També protegia a Ra, el déu de sol, en els seus viatges nocturns a través de l'inframon, així com als faraons després de la seva mort. També protegia els humans de les mossegades d'animals verinosos, especialment de serps i escorpins. En diverses versions, era un fill de Serket, o de Seb de pare i amb Renenutet de mare.
- Neith era una deessa de la guerra i la cacera i la divinitat patró de Sais, al Delta Occidental. També, era el patrona del trenat -les benes i l'amortalla que portaven els difunts momificats s'anomenaven regals de Neith-. Sovint se la representava amb un conjunt d'arc i fletxes i ocasionalment amb un arpó. Era la mare de Sobek. A la petició de Banebdjetet, intercedí en la guerra entre Horus i Set sobre el tron egipci; recomanà que era Horus qui havia de governar. Se la identificava amb Nephthys i Anouke.
- Nekhbet (que vol dir "de Nekheb"), Nechbet, Nekhebit o Nekheb era una deessa representada com un voltor amb diadema i els emblemes de la vida i la serenitat, patrona de la ciutat de Nekheb i de l'Alt Egipte, enfrontada sempre a la deessa Uadjet, patrona del Baix Egipte. Més tard, amb Uadjet, fou la deessa patrona dels faraons.
- Nenun o Nenwen era un déu falcó.
- Neper era un déu del gra, especialment del blat i l'ordi. El seu homòleg femení era Nepit.
- Nephthys o Nebet-het
- Nepit era una deessa de fibra i l'homòleg femenina de Neper.
- Neter-khertet o Khert Neter ("lloc diví de l'inframon") es refereix a l'inframon. Vegeu Duat i Aaru.
- Nun o Nu era la personificació de l'oceà que encerclava el món sencer. Era un déu antic, fins i tot anterior a Ra, el qual emergí de Nu. Era part de l'Ogdoad a Hermòpolis i el marit de Naunet.
- Nunet, o Nu era la divinitat de l'oceà primigeni. Podia adoptar la forma masculina (Nu, la granota) o femenina (Naunet, la serp). Més endavant també se la va representar com un home amb una barba blau i verda que representava els colors del mar. No se li retia cap culte en forma de temples, però sí que hi havia llacs sagrats que eren com la seva llar. Va engrendrar Ptah.
- Nut és la deessa del cel, filla de Tefnut i Shu, germana de Geb, de qui és esposa i amb qui va engendrar Isis, Osiris, Seth i Neftis. Ra la recorre cada dia amb Sektet. Surt de la seva vulva a la matinada i entra a la seva boca al vespre.

## O

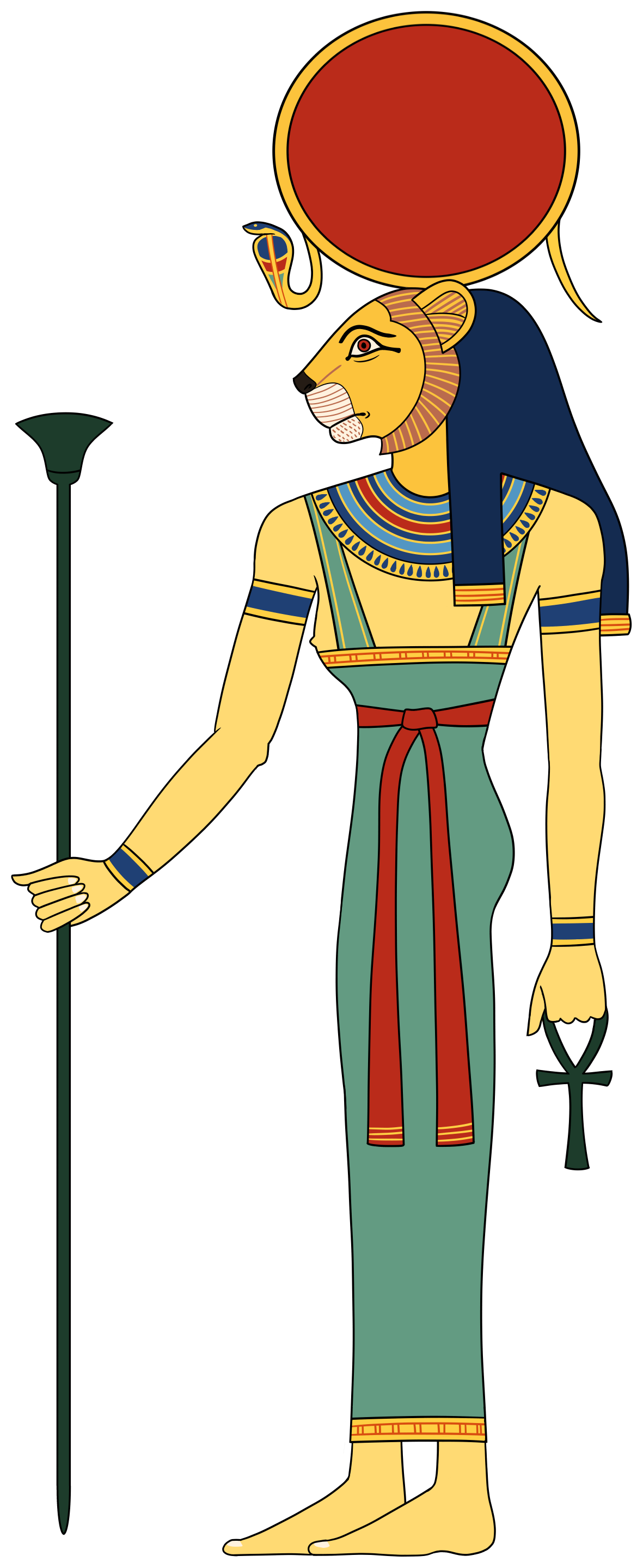
Pakhet

- Ogdoad eren les vuit deïtats adorades a Hermòpolis.[3] Estaven agrupats en quatre parells mascle/femella: Nu/Naunet, Amun/Amaunet, Kuk/Kauket, Huh/Hauhet. Crearen el túmul de brutícia (Mehturt) d'on nasqué Ra. Els déus estaven associats amb granotes i les deesses amb serps.
- Osiris o Usiris era un dels déus més importants. Era un déu de la vida mort i resurrecció.

## P
- Pachet és una deessa lleona del desert. És la fusió de dues divinitats similars, Bast i Sekhmet, de l'Alt i el Baix Egipte. Sovint mata serps amb les seves urpes en les estàtues que la simbolitzen. S'associa amb les tempestes provinents del desert i la maternitat. Es creia que caçava sobretot de nit, per això els grecs la van identificar amb Àrtemis
- Petbe era un déu de la venjança.
- Petesuchos era un déu cocodril.
- Pihor era un déu de Dendur.
- Ploma de la veritat
- Ptah-Seker-Osiris fou un popular déu adorat durant el regne mitjà. Era una amalgamació de Ptah, Seker i Osiris.
- Ptah-Seker fou una unió tardana de Ptah amb Seker. Amb Sekhmet era el pare de Nefertum.
- Ptah és un déu creador i deïtat patrona de Memfis, així com dels artesans.

## Q

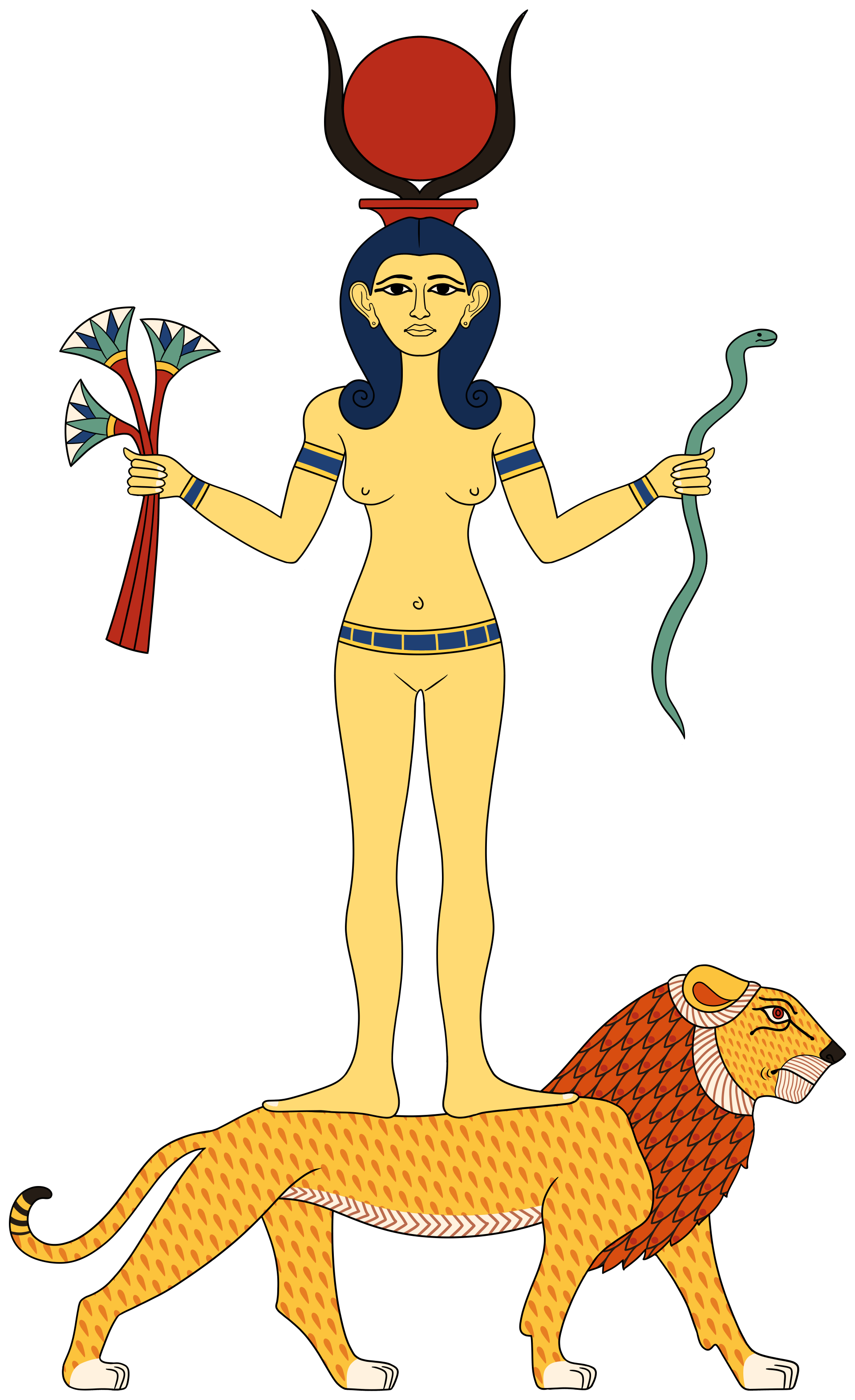
Qadesh

- Qetesh era una deessa de l'amor la qual potser tenia l'origen a Síria. Al panteó egipci va anar adoptant progressivament més connotació sexual, fins a esdevenir un aspecte de Hathor. Se la representava com una dona nua (bellesa) sobre un lleó sota la lluna (nit) amb serps (penis) en una mà i flors (vulva) en l'altra.
- Qebui és el déu del Vent del Nord. És masculí i se'l representa en forma d'home amb quatre caps de marrà o en forma de marrà alat amb quatre caps. S'associa amb els territoris de més enllà de la Tercera Cataracta.

## R

Ra

- Ra era el déu del Sol d'Heliòpolis, creador suprem. Podia aparèixer en forma de qualsevol altre déu, però es distingia en qualsevol d'aquestes formes pel disc solar al seu cap.
- Renenutet, Renenet o Ernutet era una deessa de les cobres, la mainada i la fertilitat. La seva mirada podia matar els enemics. El seu culte estava centrat a Terenuthis. Amb Seb, fou la mare de Nehebkau.
- Renpet era una deessa de la joventut, la primavera i la fertilitat.
- Reret era una deessa hipopòtam. Het-Khaat era el seu temple, i un dels seus principals propòsits era el de restringir la malvada influència de Set.
- Reshep, Rasap o Resef era un déu d'origen cannaneu que es va introduir a la mitologia egípcia a principis de l'Imperi Nou. Era un déu de la guerra, "senyor del cel" i "senyor de l'eternitat", que va esdevenir un déu protector que ·escoltava les pregàries dels fidels" i que guaria les malalties.
- Ruti eren un parell de lleons que eren especialment venerats a la ciutat de Letòpolis. Sembla ser una de les manifestacions del déu Aker que va acabar tenint entitat pròpia a la zona.

## S
- Saa era la deessa de l'intelecte, la ment i el pensament conscient. El seu també es pot pronunciar Sia i significa "saber". Se la representa amb un papir a la mà. Protegeix el cor (on els egipcis creien que s'emmagatzemaven els records en comptes d'al cervell).
- Sai era una deessa del destí. També coneguda com a Psais
- Saosis era una deessa coneguda principalment per la seva acàcia localitzada al nord de l'Heliopolis. Diversos déus i molt especialment Horus van emergir d'aquest arbre.
- Satis, Satjit, Satet (a Elefantina), Sates o Sati era la deessa que vigilava la frontera d'Egipte amb Núbia al sud, i també estava associada amb les inundacions del riu Nil. Se la venerava, amb el nom de Satet, a l'illa Elefantina, juntament amb Chnum i Anuket.
- Sechat-Hor era una deessa vaca.

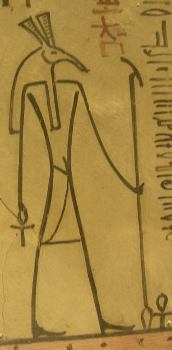
Seth

- Sed o Sedim era un déu de la redempció.
- Seker, Sokar, Socharis (Grec) o Sokaris era un déu dels artesans, la mort i els funerals. Estava fortament associat amb Osiris i Ptah. Com a Ptah-Seker, estava casat amb Sekhmet. Tardanament, Ptah-Seker-Osiris fou un déu popular durant el regne mitjà. En art estava representat com un humà amb cap de falcó.
- Sekhmet és la deessa lleona, símbol de la força i el poder
- Sektet és la barca amb què Ra creua cada dia el cel sortint de la vulva de Nut fins que ella mateixa se l'empassa.
- Sentait era una deessa vaca.
- Sepa o Sep era un déu de la terra i la fertilitat.
- Septu, Sopd o Sopdu era un déu de la guerra.
- Serket o Hetyt Serket era una deessa dels escorpins, patró dels faraons, de les ànimes mortes i dels pots canòpics.
- Seshat, Sesat, Sesheta o Seshata era una deessa de la ciència, literatura, història, biblioteques, arquitectura i matemàtiques, i filla o muller de Thoth. En l'art era representada coma una humana amb un estel sobre el cap, vestint una bata de pell de lleopard.
- Sesmu era el déu que va inventar i supervisava el procés de premsat per a l'obtenció de raïm i oli de cuina.
- Seth era el deu de la violència i del desordre.
- Shait era un déu destí, de vegades va ser considerat una deessa. Era present al duat mentre es jutjava l'ànima dels morts. Quan Akhenaton va introduir el monoteisme, Shait fou un atribut d'Aten de manera que Ramsès II afirmava ser el "senyor de Shait", el senyor del destí.
- Shu és el déu de l'aire. Va néixer d'una escupinada de Ra. La seva germana és Tefnut amb qui va engendrar Geb i Nut.

- Sia era la personificació de l'intel·lecte. Ell i Hu, foren creats d'una gota de sang del penis de Ra. Sia representava el coneixement, mentre Hu era el part de l'ordre i el discurs diví. Eren part de l'equip de Sektet, el vaixell del sol Ra. Sia estava dempeus a la proa mentre Hu era el discurs diví i comanda. Eren part de l'equip del vaixell de sol de Ra; Sia estava dret a la proa (excepte de nit, quan hi descansava Upuaut) amb Hu al darrere. Sia es representava sostenint un papir.

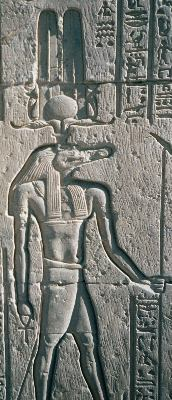
El déu Sobek al temple de Kom Ombo

- Sobek, Suchos (Grec), Sebek o Sochet era el déu cocodril que simbolitzava la fertilitat del riu Nil i l'autoritat dels faraons. Era fill de Neith. El seu culte es trobava centrat a Kom Ombo, Tebes i el Faium. En l'art era representat com un home amb cap de cocodril o com un simple cocodril.
- Sopdu (Orient o Falcó amb plomes) fou el nom del nomós XIX del Baix Egipte. La capital fou Per-Sobdu (avui Saft al-Henna). La deïtat principal fou Sopdu.
- Sopdet o Sothis (Grec) era la deessa de la fertilitat associada amb l'estrella Sírius. Quan Sirius apareixia en el cel el juliol, el riu Nil tenia la crescuda i, per tant, els antics egipcis van connectar els dos fets. Més tard es va fusionar amb Isis.

## T

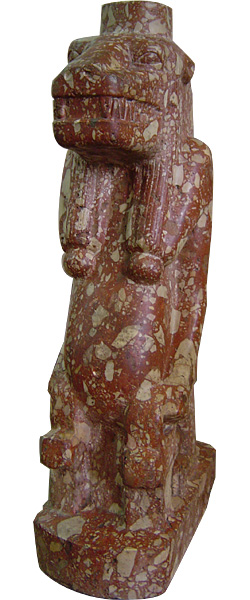
Taweret

- Tatenen és un dels déus creadors. Associat al mont primigeni o Benben, era un dels déus principals de la doctrina memfita. Sovint se'l representava assimilat amb Ptah.
- Taweret Opet, Tueris, Taueret, Taurt o Apet ("la gran") era una deessa hipopòtam patrona de les dones prenyades, les llars i sobretot els parts (el seu company era Bes). Les dones prenyades lluïen amulets amb el seu nom. En l'art se la representava amb uns grans pits, gran panxa, el cap d'un hipopòtam, els membres d'un lleó i una cua de crocodil.
- Tefnut és la deessa de la humitat. Va néixer d'una escopinada de Ra. El seu germà és Shu amb qui va engendrar Geb i Nut.
- Tenenit era la deessa de la cervesa.
- Thoth és el déu lunar d'Hermòpolis representat com un ibis o un babuí. És l'inventor del calendari de 365 dies, de l'escriptura i del llenguatge.
- Tríada tebana és un conjunt familiar compost dels tres déus patrons de la ciutat de Tebes: Ammon, Mut i Khonsu.

## W
- Ouadjet, Wadjet, Buto, Uto, Edjo, Udjo o Wadjit ("papir acolorit", referint-se al color de la cobra) era una serp (especialment una cobra) deessa i patrona de l'oracle en la ciutat del mateix nom (Buto o Per-Wadjet). Estava associada amb Nekhbet com a deïtat patrona dels faraons.

- Wepwawet, Upuaut, Wep-wawet, Ophois o Ap-uat ("obridor dels camins"), el fill d'Isis, era un déu xacal de la mort i la guerra, adorat especialment a Asyut (Siut). Es creia que havia obert els camins per als exèrcits dels faraons així com per als esperits dels morts. Wepwawet és originari de l'Alt Egipte, però va simbolitzar la unitat dels dos imperis. Originalment, Osiris era el déu de la mort, del cementeri i l'inframon, però amb la pujada de la dotzena dinastia el van limitar a l'inframon i Wepwawet va assumir el control dels seus deures com a déu funerari.